# 조애나 헤이스
조애나 도브 헤이스(영어: Joanna Dove Hayes, 1976년 12월 23일 ~ )는 미국의 육상 선수로 2004년 하계 올림픽 100m 허들에서 금메달을 획득했다.
그녀는 원래 400m 허들에서 전문적으로 활약했다. 그녀는 1999년 하계 유니버시아드 대회에서 54.57초의 최고 기록으로 은메달을 획득했고, 2003년 팬아메리칸 게임에서 금메달을 획득했다. 그녀는 1999년 세계 선수권 대회와 2003년 세계 선수권 대회에 출전했지만 결승에 진출하지 못했다.
2004년부터 그녀는 국제 대회에서 100m 허들에 참가했다. 그녀는 2004년 올림픽에서 12.37초로 올림픽 금메달을 획득했다.
그녀는 2005년 세계 선수권 대회에서 우승 후보였다. 그녀는 허들에 걸려 넘어진후 결승 진출에 실패했다. 그녀는 2005년 세계 육상 파이널에서 3위를 했다. 그녀는 부상 때문에 2008년 올림픽 출전 기회를 놓쳤다.
그녀는 로스앤젤레스의 노숙자 관련 활동가인 테드 헤이스의 딸이다. 그녀는 2010년 12월에 딸 조이를 낳았다.